# Belgica (rodzaj)
Belgica – rodzaj muchówki z rodziny ochotkowatych.
Takson ten został opisany w 1900 roku przez Jean Charles'a Jacobsa. Jego nazwa upamiętnia statek Belgica, na którym odbyto Belgijską Wyprawę Antarktyczną (1897–1899). Autor zaliczył do niego dwa gatunki: B. antarctica i B. magellanica. Drugi z nich został w 1906 roku przez E. H. Rübsaamena przeniesiony do nowego rodzaju Jacobsiella, jako jego gatunek typowy. Rodzaj ten został potem zsynonimizowany z rodzajem Halirytus, a potem oba z rodzajem Telmatogeton. Rodzaj Belgica przestał być monotypowym w 1982 roku, gdy B. Serra-Tosio przeniósł do niego gatunek Belgica albipes (oryginalnie Protobelgica albipes).
Cechami charakterystycznymi rodzaju są u obu płci: czteroczłonowe czułki i głaszczki szczękowe, zredukowane skrzydła przednie, brak przezmianek i prosto zbudowane stopy. Ponadto samce odznaczają się szerokim dziewiątym tergum przy braku analnego szpica.
Należąca tu B. antarctica jest pierwszym ochotkowatym o całkowicie zsekwencjonowanym genomie i największym wyłącznie lądowym zwierzęciem Antarktydy.